# ساویو (بازیکن فوتبال، زاده ۲۰۰۴)
ساویو موریرا د اولیویرا (انگلیسی: Sávio؛ زادهٔ ۱۰ آوریل ۲۰۰۴) بازیکن فوتبال اهل برزیل است که در پست مهاجم برای باشگاه فوتبال منچستر سیتی در لیگ برتر انگلستان و تیم ملی برزیل بازی می‌کند. 
وی همچنین در تیم‌های ملی فوتبال زیر ۱۵ سال، زیر ۱۷ سال و زیر ۲۰ سال برزیل بازی کرده‌است.

## آمار ملی
تا تاریخ ۲۴ مرداد ۱۴۰۳
| برزیل | برزیل | برزیل | برزیل  |
| سال   | بازی  | گل    | پاس گل |
| ----- | ----- | ----- | ------ |
| ۲۰۲۴  | ۷     | ۱     | ۱      |
| مجموع | ۷     | ۱     | ۱      |

### گل‌های ملی
| شماره | تاریخ        | ورزشگاه | بازی ملی | حریف     | نتیجه | رقابت            |
| ----- | ------------ | ------- | -------- | -------- | ----- | ---------------- |
| ۱     | ۲۹ ژوئن ۲۰۲۴ | الیجنت  | ۵        | پاراگوئه | ۴–۱   | کوپا آمریکا ۲۰۲۴ |

## افتخارات

### باشگاهی
اتلتیکو مینیرو
- سری آ برزیل (۱): ۲۰۲۱
- جام حذفی برزیل (۱): ۲۰۲۱
- سوپرجام برزیل (۱): ۲۰۲۲

پی‌اس‌وی آیندهوون
- جام حذفی هلند (۱): ۲۳–۲۰۲۲
- جام یوهان کرایف (۱): ۲۰۲۲

منچستر سیتی
- جام خیریه انگلستان (۱): ۲۰۲۴

### ملی
برزیل زیر ۱۵ سال
- جام زیر ۱۵ سال آمریکای جنوبی (۱): ۲۰۱۹

### فردی
- بهترین بازیکن زیر ۲۳ سال ماه لالیگا (۱): ژانویه ۲۰۲۴
- بهترین تیم فصل لالیگا (۱): ۲۴–۲۰۲۳

## منچستر سیتی
باشگاه منچستر سیتی اعلام کرد که میخواهد ساویو بازیکن برزیلی باشگاه تروا که به صورت قرضی در خیرونا بازی میکرد  را جذب کند. این دو باشگاه هر دو از باشگاه هایی بودند که سیتی گروپ مالک باشگاه من سیتی سهام دار آنها بود.